# 切柳斯金号汽船
切柳斯金号（俄語：Челю́скин，IPA：[tɕɪˈlʲuskʲɪn]）是苏联汽船，用于探索无破冰船保障情况下通过北方航路从摩尔曼斯克到符拉迪沃斯托克的可能性。
1933年由丹麦哥本哈根的伯迈斯特韦恩公司（B&W）制造，以18世纪俄罗斯北极探险家謝苗·伊萬諾維奇·切柳斯金命名。“切柳斯金”号排水量7500吨，载重量4700吨，最高航速12节，无破冰能力。远征队领队是苏联科学院院士、著名国务活动家、北方海上航路总局局长奥托·尤利耶维奇·施密特，船长是弗拉基米尔·伊万诺维奇·沃罗宁。两人在1933年指挥“西伯利亚科夫”号成功地穿过北冰洋从阿尔汉格尔斯克航行到符拉迪沃斯托克。

## 任务
1933年7月12日晚10时整，苏联考察船“切柳斯金”号徐徐离开列宁格勒涅瓦河码头，船上共有105人，并称为“切柳斯金人”（俄语：Челюскинитесь，轉寫：Chelyuskinites）。载有2995吨煤、500吨淡水，能维持18个月的粮食和给弗兰格尔岛科考站运去的3年给养。1933年8月1日，考察船经过挪威北角。1933年8月2日驶离摩尔曼斯克。8月13日在喀拉海，“切柳斯金”与浮冰相遇。巨大的冰块不时地撞击着船舷，发出巨大的声响。第二天，舷板上出现了第一批凹陷，一号货舱开始漏水。1933年8月16日，船上拉起了警报，科考队员击毙了一头威胁极大的北极熊。8月22日，船被浮冰包围，已经无法行进。船长冒死乘微型水陆两用飞机去视察冰情。经过45分钟的飞行视察，船长感到问题十分严重。“切柳斯金”被冻在冰上，随着巨大的冰块一起漂浮。9月份完成了大部分北方航路的航行,经过了北冰洋的喀拉海、拉普帕夫海、东西伯利亚海，来到了楚科奇海。冬季降临了，可怕的严寒几乎把海面完全封住了。天气也越来越坏，时而暴风雨，时而大雾，船在冰雪中苦苦挣扎着。“切柳斯金”号的船员试图以人力凿冰的方式使船摆脱险境，但收效甚微。尽管做了巨大的努力，但“切柳斯金”的境况并无多大的改变。船开始随着浮冰一道缓缓地向东运动。在离谢尔德采卡缅角不远的地方，“切柳斯金”号右舷一号舱甲板处被浮冰撞了一个大洞。被浮冰困住的“切柳斯金”几次眼看着就要穿过白令海峡，但都由于风向改变，而飄向西北方。10月25日晚間又刮起了西北风。希望之火在人们心中又一次燃起。浮冰裹帶着“切柳斯金”第9次经过谢尔德采卡缅角。11月1日，经过了杰日涅夫角经线。11月3日，白令海峡已近在眼前了。人们默默地祈祷，盼望这一次能成功。然而，希望又一次落空。风向忽然改变了，西北风变为东南风，冰和船以5公里的时速向北漂去。这使“切柳斯金”永远失去了穿越白令海峡的机会。11月12日，接到“切柳斯金”号的求救电报后，苏联政府试图派“里特凯”号破冰船前来援救。但考察队领导根据当时的情况，认为“里特凯”号实际上完不成这项任务。如果让它前来，无异于白白受损失。于是，他们决定让“里特凯”号返回。1934年2月13日清晨，当巨浪再度袭来时，“切柳斯金”的前半部开始慢慢下沉。人们急忙把前甲板上的微型飞机卸下来。当海水渐渐浸入上层甲板时，考察队队长施米特一声命令：“全体上冰!”船上104人全部离船撤到冰上，只有总务长莫吉列维奇一人因为腿部受伤没有来得及从沉船中跑出来，不幸遇难。船的尾部也开始下沉。1934年2月13日15时30分，“切柳斯金”在楚科奇海科柳欽島附近沉没。船上人员104人，包括10名妇女和2名婴儿弃船逃到海冰上，用仅有的铁锹、冰镐、撬棍修建了冰上临时跑道。在克里姆林宫组建了专门的政府委员会紧急决定动用一切手段营救：派狗拉雪橇去，失败了；派破冰船前往，速度太慢，又来不及；最后只有派飞机进行救援。使用了当时主流机型波利卡尔波夫R-5木质结构双冀轻型飞机，机翼和尾翼表面均采用布蒙皮，机身则采用层板蒙皮，双翼是通过N形整流支柱和钢制张力构件连接起来的，动力装置是一台M-17型12缸液冷V型活塞式发动机，功率680马力，重量2955公斤，最大速度228公里／小时，升限6400米，航程800公里；另一种是圖波列夫 TB-1 重型轟炸機，全金属下单翼，最大起飞重量为7.8吨，有效载荷可达3.5吨，满载航程1350公里，每小时为200公里，机组人员有四名。飞机从哈巴罗夫斯克等地机场起飞，飞往楚科奇。
困在冰上的遇险者积极做好迎接飞机到来的准备，男人准备御寒的燃料，搭建各种建筑；女人则准备食物、缝补衣物；用船上卸下的剩余材料，并且砸碎了救生艇作为材料，搭建了帐篷、粮食库、厨房和信号塔。一架从乌厄连起飞的TB-1在第29次搜索飞行中终于发现了冰面上冒起的炊烟，并很快看到了冰上的帐篷和向冰上跑道奔跑的人群；飞机在冰上滑行了200米，停了下来。莫斯科的政府委员会发来的电报，要求他们丢掉营地一切物资，所有人带上科研数据全部撤离。妇女和儿童首先登上飞机被运走。接着，另外几架飞机也抵达这里。个头较小的波利卡尔波夫R-5飞机载荷有限，为了多救人，飞行员只能冒着生命危险给只能载2人的飞机硬塞入5-6名乘客，TB-1的载荷则要大得多，更加安全。遇险人员连续13次重建冰上跑道，直至1934年4月所有人都被营救到附近岸边的范凱侖。4月13日，冰上裂缝越来越大时，最后一批人撤走了。当夜刮起了大风，营地上的一切都在冰海中消失了。
随后，一些遇险人员被空运到乌厄连，53人徒步了300英里走到了乌厄连。

## 授勳
資料來源：

### 蘇聯英雄
1934年4月20日，参与营救的飞行人员成为首批苏联英雄：
- 阿纳托利·瓦西里耶维奇·利亚皮杰夫斯基（英语：Anatoly Liapidevsky）（1908-1983）在极端困难的条件下，于3月5日第一个成功地用TB-1把救出12名船员，从“施米特营地”转送到乌厄连。2010年，俄联邦紧急情况部一架伊尔-76TD运输机以“阿纳托利-利亚皮杰夫斯基”命名，曾执行紧急赴尼泊尔抗震救灾任务。
- 希吉兹蒙德·亚历山德罗维奇·列瓦涅夫斯基(1902-1937)驾驶团结机队之星（英语：Consolidated Fleetster）20-A轻型飞机飞到楚科奇半岛北岸的科柳钦湾上空时坠毁，实际未能参加营救工作。法兰士约瑟夫地群岛的一座小岛命名为列瓦涅夫斯基岛
- 瓦西里·莫罗科夫（英语：Vasily Molokov）（1895-一1982）及其驾驶的波利卡尔波夫R-5（英语：Polikarpov R-5）飞机出动8次，救出39人
- 马夫里克·特罗菲莫维奇·斯列普尼奥夫（英语：Mavriky Slepnyov）（1896-1965）团结机队之星（英语：Consolidated Fleetster）20-A轻型飞机出动1次，救出5人
- 米哈伊尔·瓦西里耶维奇·沃多皮亚诺夫（英语：Mikhail Vodopianov）（1899-1980)波利卡尔波夫R-5（英语：Polikarpov R-5）飞机出动3次，救出10人
- 尼古拉·彼得罗维奇·卡马宁（英语：Nikolai Kamanin）（1908-1982）波利卡尔波夫R-5（英语：Polikarpov R-5）飞机出动9次，救出34人，包括最后一批人员获救人员
- 伊万·瓦西里耶维奇·多罗宁（英语：Ivan Doronin）（1903-1951）及其驾驶的ПС-4（俄语：ПС-4）型飞机出动1次，救出2人

### 列寧獎章
- 两名美国空中机械师Clyde Goodwin Armitstead与William Latimer Lavery参与了团结机队之星（英语：Consolidated Fleetster）20-A轻型飞机的空中搜救，获得了列寧獎章。[4]
- 阿纳托利·瓦西里耶维奇·利亚皮杰夫斯基（英语：Anatoly Liapidevsky）
- 希吉兹蒙德·亚历山德罗维奇·列瓦涅夫斯基
- 瓦西里·莫罗科夫（英语：Vasily Molokov）
- 里奧納德·彼得洛夫（俄语：Петров, Леонид Валентинович）
- 尼古拉·彼得罗维奇·卡马宁（英语：Nikolai Kamanin）
- 马夫里克·特罗菲莫维奇·斯列普尼奥夫（英语：Mavriky Slepnyov）
- 米哈伊尔·瓦西里耶维奇·沃多皮亚诺夫（英语：Mikhail Vodopianov）
- 伊万·瓦西里耶维奇·多罗宁（英语：Ivan Doronin）
- 安德烈·馬克思莫維奇·盧諾斯基（俄语：Руновский, Андрей Максимович）
- 歷瓦烈·威廉（俄语：Левари Уильям,）
- 彼得·安德烈維奇·匹柳托夫（俄语：Пилютов, Пётр Андреевич）
- 伊凡·格歷格烈維奇·德維亞提柯夫（俄语：Иван Григорьевич Девятников）
- M·P·施利戈納夫（俄语：Шелыганов М. П）
- G·V·戈利巴金（俄语：Грибакин Г. В）
- V·A·亞歷山德羅夫（俄语：Александров В. А）
- M·L·拉圖斯金（俄语：Ратушкин М. Л）
- A·K·拉京（俄语：Разин А. К）
- 沙溫·維克托·亞拉克希維奇（俄语：Савин, Виктор Алексеевич）

### 紅星勳章
- 喬治·亞拉克希維奇·烏沙科夫（俄语：Ушаков,Георгий Алексеевич）
- 格洛戈利·西蒙諾維奇·佩特洛夫（俄语：Петров,Григорий Семёнович）
- 維克多·里弗維奇·戈爾謝夫（俄语：Галышев,Виктор Львович）
- 波里斯·阿布拉摩維奇·皮凡斯特因（俄语：Пивенштейн,Борис Абрамович）
- B·V·巴斯坦契夫（俄语：Бастанжиев,Б. В）
- I·M·迪米洛夫（俄语：Демиров,И. М.）
- 弗都爾·庫伊茨密契·庫卡納（俄语：Куканов, Фёдор Кузьмич）
- 奧托·尤利耶維奇·施密特
- 弗拉基米爾·伊凡諾維奇·沃羅寧（俄语：Воронин, Владимир Иванович）
- A·P·保博洛夫（俄语：Бобров,А. П.）
- 埃爾隆斯·扎多列維奇·克列基（俄语：Кренкель, Эрнст Теодорович）
- B·G·莫吉列維奇（俄语：Могилевич,Б. Г.）
- S·V·古京（俄语：Гудин,С. В）
- 喬治·莫基維奇·馬爾科夫（俄语：Марков, Георгий Мокеевич）
- 波里斯·斯特納維奇·弗納格拉達夫（俄语：Виноградов, Борис Степанович）
- 謝弗洛·弗拉迪米羅維奇·帕洛夫（俄语：Павлов, Всеволод Владимирович）
- 尼可拉·尼可列維奇·馬堤斯維奇（俄语：Матусевич, Николай Николаевич）
- F·P·托欽（俄语：Тоикин,Ф. П）
- A·I·皮昂庫斯基（俄语：Пионтковский,А. И.）
- A·S·克列史尼奇庫（俄语：Колесниченко,А. С.）
- M·G·菲力波夫（俄语：Филиппов,М. Г.）
- V·V·伊凡紐庫（俄语：Иванюк,В. В.）
- A·A·扎庫斯基（{{lang-ru|Загорский,А. А.）
- A·D·舒沙（俄语：Шуша,А. Д.）
- G·I·杜拉索夫（俄语：Дурасов,Г. И.）
- Ya·V·瑟基夫（俄语：Сергеев,Я. В.）
- 伊凡·斯拉菲莫維奇·涅斯拓洛夫（俄语：Нестеров, Иван Серафимович）
- 雅科夫·雅科列維奇·賈切爾（俄语：Гаккель, Яков Яковлевич）
- 彼得·卡洛維奇·諾維斯基（俄语：Новицкий, Пётр Карлович）

### 勞動紅旗勳章
- E·N·希洛夫（俄语：Силов,Е. Н.）
- L·N·施拉德（俄语：Шрадер,Л. Н.）
- 塔烏諾·希柯維奇·赫巴列尼（俄语：Хаапалайнен, Тауно Хейкович）
- S·I·西蒙諾夫（俄语：Семёнов,С. И.）
- A·V·尼博森（俄语：Небольсин,А. В.）
- Ya·V·帕戈列夫（俄语：Погорелов,Я. В.）
- N·V·阿尼欽（俄语：Аникин,Н. В.）
- F·I·巴欽（俄语：Бассейн,Ф. И.）
- E·M·科欽（俄语：Конкин,Е. М.）
- F·A·夏洛莫夫（俄语：Шоломов,Ф. А.）
- N·N·赫瓦拉斯特揚斯基（俄语：Хворостянский,Н. Н.）

### 國家安全局榮譽軍官
- 亞歷山大·帕夫洛維奇·史威特戈夫（俄语：Светогоров, Александр Павлович）[6]

苏联认为切柳斯金号证明了北方航路可以在一个航季内完成航渡。1934年由进行了一些试验航行。1935年正式宣布北方航路商业运营。1938年对日边境冲突时，波罗的海舰队的一些舰艇经过北方航路增援太平洋。